# NGC 1286
NGC 1286 é uma galáxia lenticular (S0) localizada na direcção da constelação de Eridanus. Possui uma declinação de -07° 36' 59" e uma ascensão recta de 3 horas, 17 minutos e 48,5 segundos.
A galáxia NGC 1286 foi descoberta em 10 de Novembro de 1885 por Lewis A. Swift.